# Hiperplasia endotelial papilar intravascular
La hiperplasia endotelial papilar intravascular (HEPI), también conocida como hemangioendotelioma vegetante intravascular de Masson, lesión de Masson, pseudoangiosarcoma de Masson, tumor de Masson e hiperplasia endotelial papilar, es un tumor benigno poco común similar a un angiosarcoma.

## Signos y síntomas
La hiperplasia endotelial papilar intravascular generalmente se manifiesta como nódulos profundos o como pápulas superficiales bien definidas, redondas, rojas o violetas, suelen ser pequeñas, con un tamaño de 0,5 a 5 cm. Las lesiones más comunes se encuentran en los dedos y entre las arterias sanguíneas de todo el cuerpo, aunque también pueden formarse en la cabeza, el cuello y el cuerpo. Ocasionalmente se han observado lesiones atípicas en aneurismas cerebrales o en órganos abdominales.

## Causas
Aunque existen diversas posibilidades como tener antecedentes de traumatismo local o trastornos vasculares previos (como hemangiomas, etc.), la causa de la hiperplasia endotelial papilar intravascular y su fisiopatología aún se desconocen.

## Diagnóstico
La tinción inmunohistoquímica en conjunto con una evaluación histomorfológica exhaustiva son necesarias para un diagnóstico correcto. Una herramienta indispensable para diagnosticarla es la miscroscopía. La HEPI se caracteriza por una proliferación intravascular de muchas papilas con una superficie endotelial y un núcleo de tejido conjuntivo.  Se diferencia de otras lesiones neoplásicas ya que en ocasiones está encapsulada o bien circunscrita, mostrando frondas papilares distintivas y la pared vascular restringe por completo el proceso proliferativo.
Sólo en los casos en los que el origen en el endotelio de la lesión sea dudoso podría ser necesaria la confirmación inmunohistoquímica. En estas situaciones, se pueden emplear de marcadores de células endoteliales que resaltarían el revestimiento del endotelio alrededor de los haces papilares, como el factor von Willebrand, CD31, factor XIIIa y CD43.
El diagnóstico diferencial incluye malformación vascular, angioma, granuloma piógeno, angiosarcoma, hemangioendotelioma epitelioide, sarcoma de Kaposi y otros tumores vasculares menos comunes.

### Clasificación
Existen tres formas de hiperplasia endotelial papilar intravascular: 
La variedad más frecuente, conocida como forma primaria o pura, se desarrolla en el tejido blando subcutáneo y generalmente surge en un canal dilatado, más comúnmente una vena en lugar de una arteria. La variedad secundaria/mixta presenta anomalías vasculares preexistentes. Por último, la variedad menos frecuente de hematomas es la extravascular.

## Tratamiento
El tratamiento consiste en una resección quirúrgica completa. No están indicados márgenes amplios de escisión, aunque la resección parcial puede provocar recurrencia. 